# Гьосер
Гьосер (на немски: Gösser) е марка австрийска бира, която се произвежда от австрийската пивоварна „Brauerei Göss“ в гр.Леобен, Австрия. Бирата се произвежда под това име от 1860 г. Пивоварната е част от австрийската група Brau Union Österreich AG, която от 2003 г. е част от компанията Heineken.

## История
Пивоварството има дълга история в района на Леобен. Бира се вари в местния манастир Гьос, основан през 1020 г., като първите писмени сведения за това са от 1459 г. През 1782 г. манастирът е закрит.
През 1860 г. 28-годишният пивовар Макс Кобер купува част от имотите на манастира и създава най-голямата пивоварна в Горна Щирия. През 1892 г. пивоварната произвежда по 70 000 хектолитра бира годишно. През 1893 г. предприятието е преобразувано в акционерно дружество, което придобива по-малките пивоварни в града. През 1921 г. дружеството придобива пивоварната „Brauerei Falkenstein“ в Линц. В началото на 1930-те години производството възлиза на около 400 000 хектолитра годишно. През 1973 г. компанията се обединенява с „Reininghaus AG“ в „Steirerbrau“. През 1992 г. тя е придобита от „Brau Union Österreich AG“, която от своя страна през 2003 г. става част от пивоварния концерн „Heineken“.
Освен в Австрия бирата „Gösser“ се произвежда по лиценз и в Беларус, Русия, Румъния и Унгария.

## Търговски асортимент
„Gösser“ се произвежда в разновидностите: Märzen, Gold, Spezial, Stiftsbräu, Bock, Zwickl и Naturradler.